# Le KWTZ
Le KWTZ est un « drame passionnel » en un acte de Sacha Guitry, créé au théâtre des Capucines le 14 avril 1905.

## Argument
Deux amants (Maximilien et Hildebrande), ne pouvant vivre leur amour, décident de se suicider pour être ensemble dans l'éternité. Le mari, tout comme le destin, ne semblent pas l'entendre ainsi. Quant à la bonne (alias Julie, alias Marie, alias Augustine car son maître fauché Maximilien se plaît à travers ces différents prénoms à se faire accroire qu'il a plusieurs domestiques !), elle aimerait bien recevoir ses gages...

## Distribution de la création
- Félix Galipaux : Maximilien Crickboom
- Charlotte Lysès : Hildebrande Van de Pioch
- Darcy : Hans Van de Pioch
- Marcelle Péri : la bonne

## Autour de la pièce
Deux ans après la création de ses deux premières pièces (Le Page et Yves le fou), Le KWTZ est inspiré de la rencontre de Guitry avec les maîtres de l'absurde Alfred Jarry et Alphonse Allais. Elle est aussi liée au premier grand amour de Guitry, Charlotte Lysès, « soufflée » à son père, Lucien, et qu'il épousera en 1907.
Le titre, référence au mot allemand witz (« plaisanterie »), résume le comique absurde qui accompagne cette troisième pièce de Guitry (il n'a que 20 ans) qui contient déjà en germe tout le style badin-misogyne qui sera ensuite sa marque de fabrique, synthétisé par le résumé final de Maximilien : « Ce qu'on devrait choisir dans la femme d'un autre... ce n'est pas la femme... c'est l'autre ! »